# Giuseppe Gatt
Giuseppe Gatt (* 1933; † 2009) war ein italienischer Kunstkritiker.
Gatt veröffentlichte zahlreiche Beiträge zu Malern, so Monografien zu Thomas Gainsborough und William Turner, John Constable und Oskar Kokoschka, nach dessen Theaterstück Mörder, Hoffnung der Frauen er auch einen recht experimentellen Spielfilm drehte, den 1972 entstandenen und erst später in überschaubarem Rahmen zur Aufführung gekommenen L'assassino, speranza delle donne. Er wurde als einer der theoretischen Wegbereiter des Neuen Manierismus in Italien bezeichnet.